# Tangara masqué
Ramphocelus nigrogularis
Espèce
Statut de conservation UICN

 LC  : Préoccupation mineure
Le Tangara masqué (Ramphocelus nigrogularis) est une espèce de passereau appartenant à la famille des Thraupidae.

## Répartition
Cet oiseau vit en aval et au sud de l'Amazone.

## Habitat
Il habite les marais et les zones de broussailles humides subtropicales ou tropicales.